# Balanus sauntonensis
Balanus sauntonensis is een zeepokkensoort uit de familie van de Balanidae. De wetenschappelijke naam van de soort is voor het eerst geldig gepubliceerd in 1871 door Parfitt.